# Lukáš Urban
Lukas Urban, né le 22 juin 1995 à Prešov, est un handballeur international slovaque évoluant au poste d'arrière gauche au C' Chartres Métropole handball.

## Biographie

### En club
Lukas Urban est formé au sein du meilleur club de son pays natal, le HT Tatran Prešov. Durant quatre saisons consécutives à partir de celle 2015-2016, il dispute la Ligue des champions avec son club et améliore chaque année son efficacité,.
En 2019-2020, il porte cette réussite offensive à 3,6 buts par match,. Il est le meilleur buteur de son équipe en poule basse chez le Sporting CP (cinq buts, défaite 32-24), chez le Bidasoa Irún (six buts, 27-27) et au retour contre le Sporting (six buts, défaite 22-37). Mais en janvier 2020, il se rompt les ligaments croisés d'un genou, ce qui l'écarte plusieurs mois des terrains.
À 24 ans, malgré sa blessure, l’international slovaque découvre le championnat de France avec le C' Chartres Métropole handball,, où il retrouve Matej Mikita, coéquipier en sélection, ainsi que Vasja Furlan et Titouan Afanou-Gatine, côtoyés à Prešov. Il compense numériquement le départ du Roumain Dan Racoțea,.

## Statistiques
| Saison     | Club             | Championnat | Championnat | Championnat | Coupe(s) nationale(s) | Coupe(s) nationale(s) | Compétition(s) continentale(s) | Compétition(s) continentale(s) | Compétition(s) continentale(s) | Ligue SEHA | Ligue SEHA | Slovaquie | Slovaquie | Total | Total |
| Saison     | Club             | Division    | M.          | B.          | M.                    | B.                    | Comp.                          | M.                             | B.                             | M.         | B.         | M.        | B.        | M.    | B.    |
| 2012-2013  | HT Tatran Prešov | Extraliga   | -           | -           | -                     | -                     | C1+C3                          | -                              | 0                              | -          | -          | -         | -         | 0     | 0     |
| 2013-2014  | HT Tatran Prešov | Extraliga   | -           | -           | -                     | -                     | C1+C3                          | -                              | 0                              | 5          | 0          | -         | -         | 5     | 0     |
| 2014-2015  | HT Tatran Prešov | Extraliga   | -           | -           | -                     | -                     | C1+C3                          | -                              | 0+1                            | 17         | 18         | -         | -         | 17    | 19    |
| 2015-2016  | HT Tatran Prešov | Extraliga   | -           | -           | -                     | -                     | C1                             | -                              | 13                             | 17         | 48         | -         | -         | 17    | 61    |
| 2016-2017  | HT Tatran Prešov | Extraliga   | 30          | 108         | -                     | -                     | C1                             | -                              | 26                             | 16         | 40         | -         | -         | 46    | 174   |
| 2017-2018  | HT Tatran Prešov | Extraliga   | 35          | 179         | -                     | -                     | C1+C3                          | 2+6                            | 5+29                           | 18         | 65         | -         | -         | 61    | 278   |
| 2018-2019  | HT Tatran Prešov | Extraliga   | 17          | 66          | -                     | -                     | C1                             | 8                              | 20                             | 16         | 54         | -         | -         | 41    | 140   |
| 2019-2020  | HT Tatran Prešov | Extraliga   | -           | -           | -                     | -                     | C1                             | 10                             | 35                             | 6          | 23         | -         | -         | 16    | 58    |
| Sous-total | Sous-total       | Sous-total  | -           | -           | -                     | -                     | -                              | -                              | 129                            | 95         | 284        | -         | -         | 95    | 413   |
| 2020-2021  | C' Chartres MHB  | Starligue   | 4           | 1           | -                     | -                     | -                              | -                              | -                              | -          | -          | -         | -         | 4     | 1     |

## Palmarès
- Championnat de Slovaquie (8)
  - Champion : 2013, 2014, 2015, 2016, 2017, 2018, 2019 et 2020
- Coupe de Slovaquie (6)
  - Vainqueur : 2013, 2014, 2015, 2016, 2017 et 2018
  - Finaliste : 2019